# یواس‌اس رایلی (دی‌ئی-۵۷۹)
یواس‌اس رایلی (دی‌ئی-۵۷۹) (به انگلیسی: USS Riley (DE-579)) یک کشتی بود که طول آن ۳۰۶ فوت (۹۳ متر) بود. این کشتی در سال ۱۹۴۳ ساخته شد.